# Margaret Kennedy
Margaret Kennedy, född 23 april 1896, död 31 juli 1967, var en brittisk författare.
Kennedy slog igenom med The constant nymph (1924, dramatiserad 1926), en kvick och satirisk människoskildring. Bland hennes övriga arbeten märks Red sky at morning (1927), The fool of the family (1930), Return I dare not (1931) och A long time ago (1932).